# Deudorix chalybeata
Deudorix chalybeata är en fjärilsart som beskrevs av James John Joicey och Talbot 1926. Deudorix chalybeata ingår i släktet Deudorix och familjen juvelvingar. Inga underarter finns listade i Catalogue of Life.